# Burg Klingenhorn
Die Ruinen der ehemaligen Burg Klingenhorn liegen oberhalb von Malans im schweizerischen Kanton Graubünden.

## Lage
Die Ruinen der Höhenburg liegen auf 934 m ü. M. mehr als 600 m hoch über dem Dorf auf einem länglichen Felskopf südlich des Ülltobels. Die Anlage ist von Malans aus über einen Waldweg (Fahrverbot) in ca. drei Viertelstunden problemlos erreichbar. Der Weg zur Ruine ist nicht speziell als solcher markiert; gutes Kartenmaterial ist unerlässlich.

## Name
Hier bezieht sich der Name auf die Lage der Burg auf einem Felsvorsprung, der auf der Bergflanke oberhalb Malans hervortritt und auf einer Seite steil das Tobel des Üllbaches abfällt. (althochdeutsch klingo, mittelhochdeutsch klinge, was so viel bedeutete wie Bergbach, Schlucht oder rauschendes Wasser) Hingegen trug der innerhalb der ganzen Bergflanke unbedeutende Vorsprung bis zur Errichtung der Burg kaum einen eigenen Flurnamen; der Erbauer wählte den Namen vielmehr aufgrund der vorgefundenen Topologie.

## Anlage
Der Burghügel ist vom Berghang durch einen vielleicht künstlich erweiterten Halsgraben abgetrennt. Der Bergfried ist bis auf eine Höhe von drei Geschossen erhalten, die oberste Partie ist in schlechtem baulichem Zustand und von Gestrüpp überwuchert. Einzelne Spuren von Rasa-Pietra-Verputz mit Fugenstrich sind erkennbar. Auch im Innern des Turmes haben sich Verputzspuren und Balkenlöcher erhalten, an denen die Höhe der Geschosse abgelesen werden kann. Das Innere des Turmes ist mit Schutt und Gestrüpp bedeckt.
Ein Schartenfenster im ersten Geschoss wurde zu einem schmalen Eingang in den Turm ausgebrochen. Im zweiten Geschoss wurde der Hocheingang vermauert, daneben finden sich zwei Rauchabzüge und eine Schmalscharte. Die Bestimmung der Maueröffnung im dritten Geschoss ist nicht mehr erkennbar.
Nach Westen hin haben sich Mauern eines Nebengebäudes erhalten. Die von Clavadetscher/Meyer erwähnten Beringreste sind kaum mehr erkennbar. Auf der Nordseite weisen Balkenlöcher auf weitere Gebäude hin. Im Westen lag auf einer tiefer gelegenen Terrasse eine weite Vorburg.

## Geschichte
Schriftliche Unterlagen über die Erbauung der Burg fehlen. Vermutet wird eine Entstehungszeit im frühen 13. Jahrhundert. Denkbar ist, dass Klingenhorn im 14. Jahrhundert durch Erbschaft an die Familie von Matsch gelangte, war doch Ulrich II. von Matsch mit Margarethe von Vaz verheiratet.
Am 12. März 1372 verpfändete Ulrich seinem Gläubiger Ulrich von Underwegen die vestin Klingenhorn gelegen ob Malans mit dem Gericht Malans für 200 Mark. Die Burg sollte den Vögten von Matsch aber weiterhin offen hus sein. Am 28. Juni 1420 verlieh Vogt und Gerichtsherr von Malans Ulrich Seger Güter am Klingenhornberg, bedingte sich aber Rückgabe wegen Eigenbedarf aus. Aus der Urkunde geht hervor, dass das Gericht von Malans rechtlich zur Burg Klingenhorn gehörte und dass diese 1420 offenbar nicht bewohnt war. Am 2. Oktober 1441 wird in einer Urkunde ein Gut erwähnt, das zu der vesti Klingenhorn gehörte.
Um 1470 kam die Burg in den Besitz der Familie von Schlandersberg. Am 26. Juli 1497 vergaben Diepold von Schlandersberg und seine Gemahlin Ursula von Sigberg ihre Rechte am Klingenhornerberg als Erblehen an Hans Sutter von Malans. Sie bedingten sich aber eine Rückgabe aus, falls sie das schloss Klingenhorn wider uffbuwen würden. Klingenhorn muss also am Ende des 15. Jahrhunderts bereits eine Ruine gewesen sein.

## Galerie

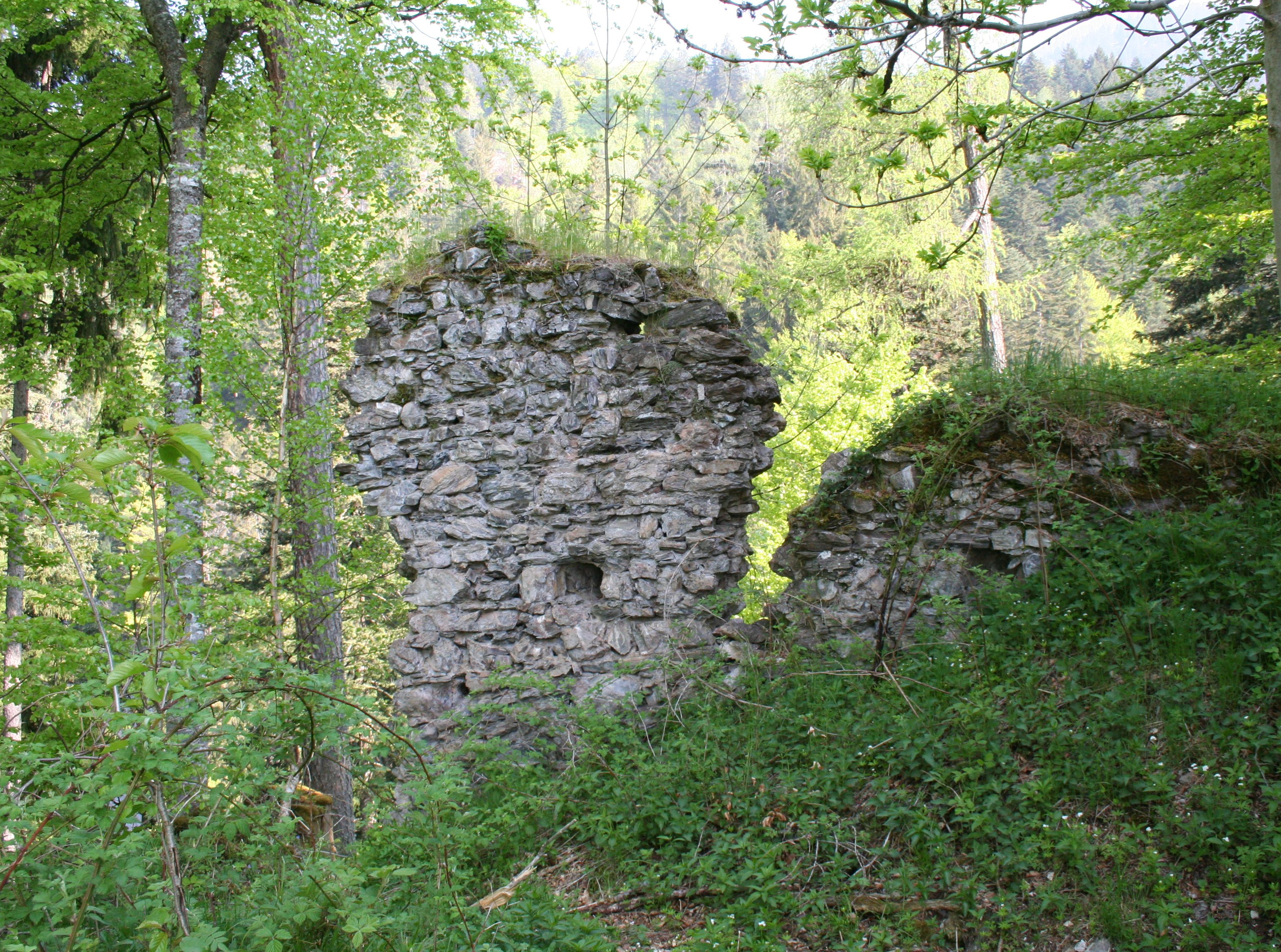
Mauerrest der Nebengebäude
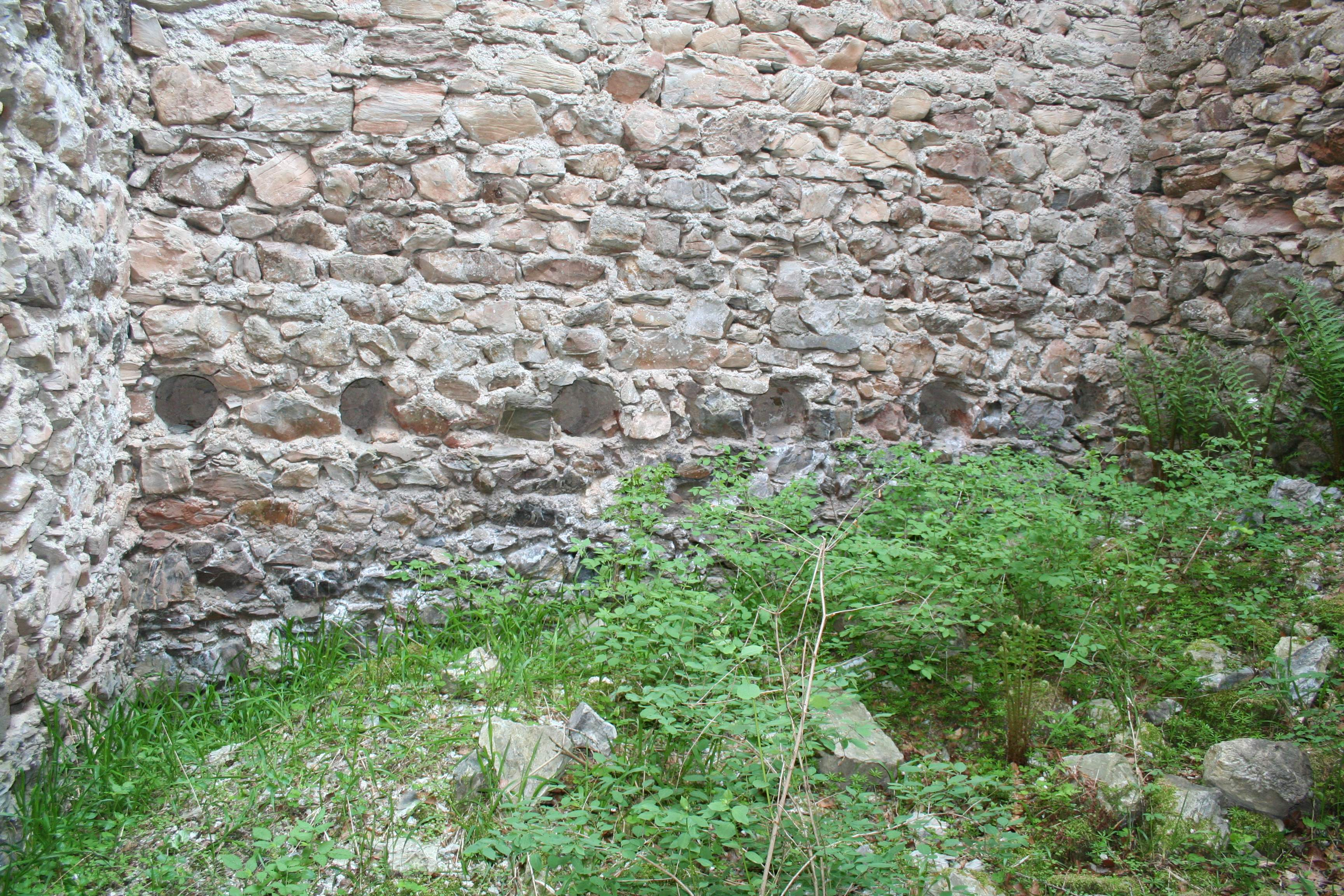
Balkenlöcher im Innern
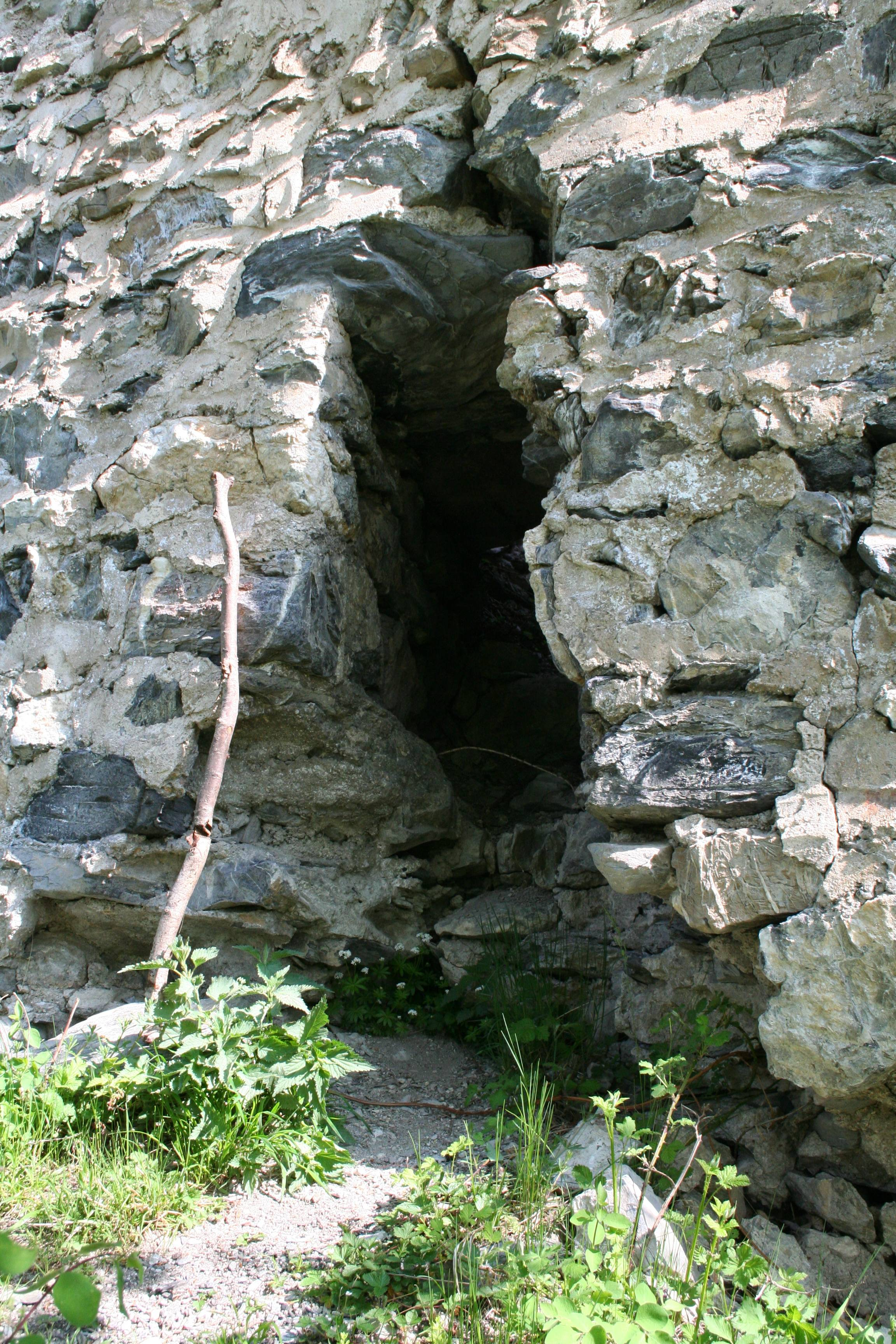
Eingang von aussen
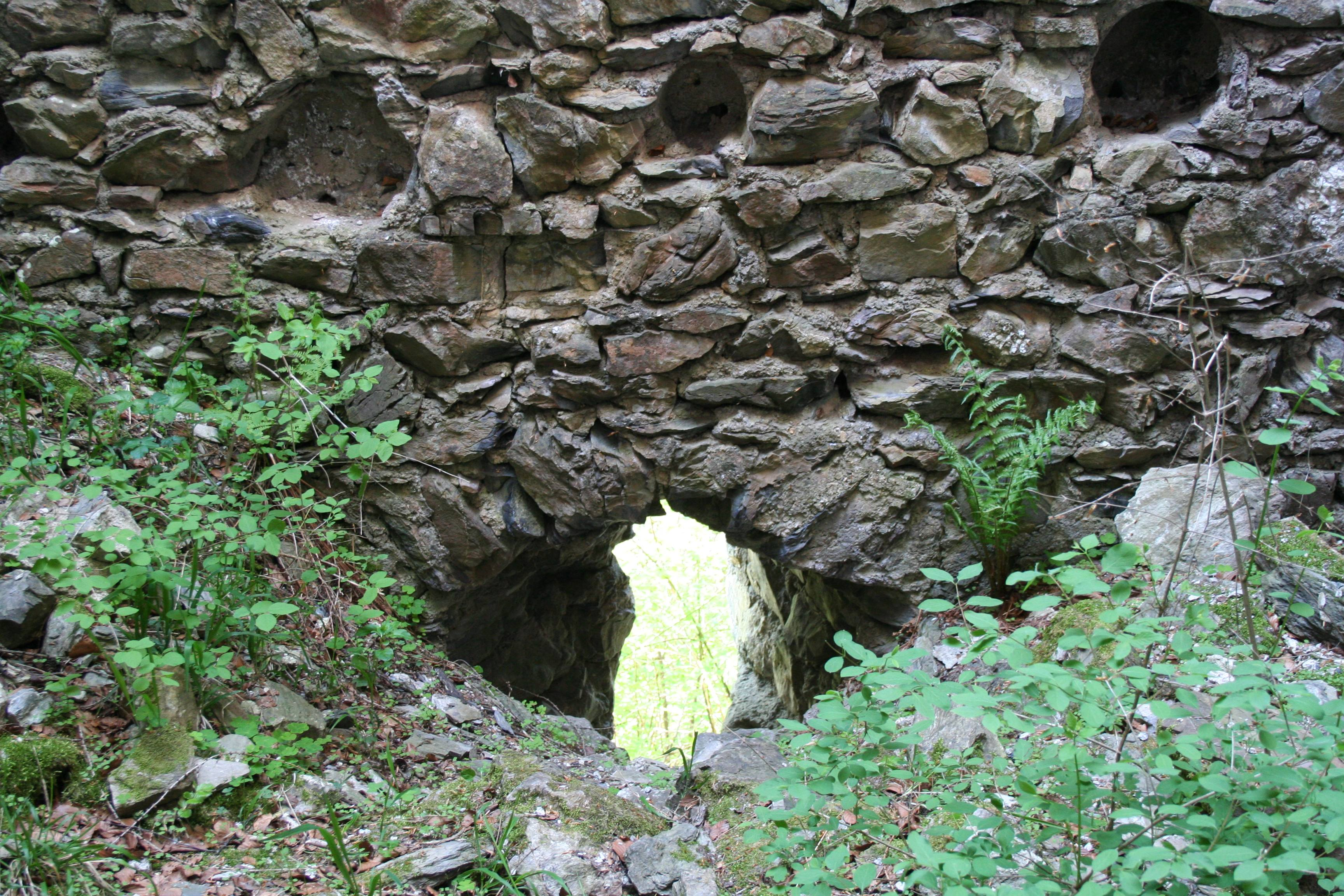
Eingangsöffnung von innen
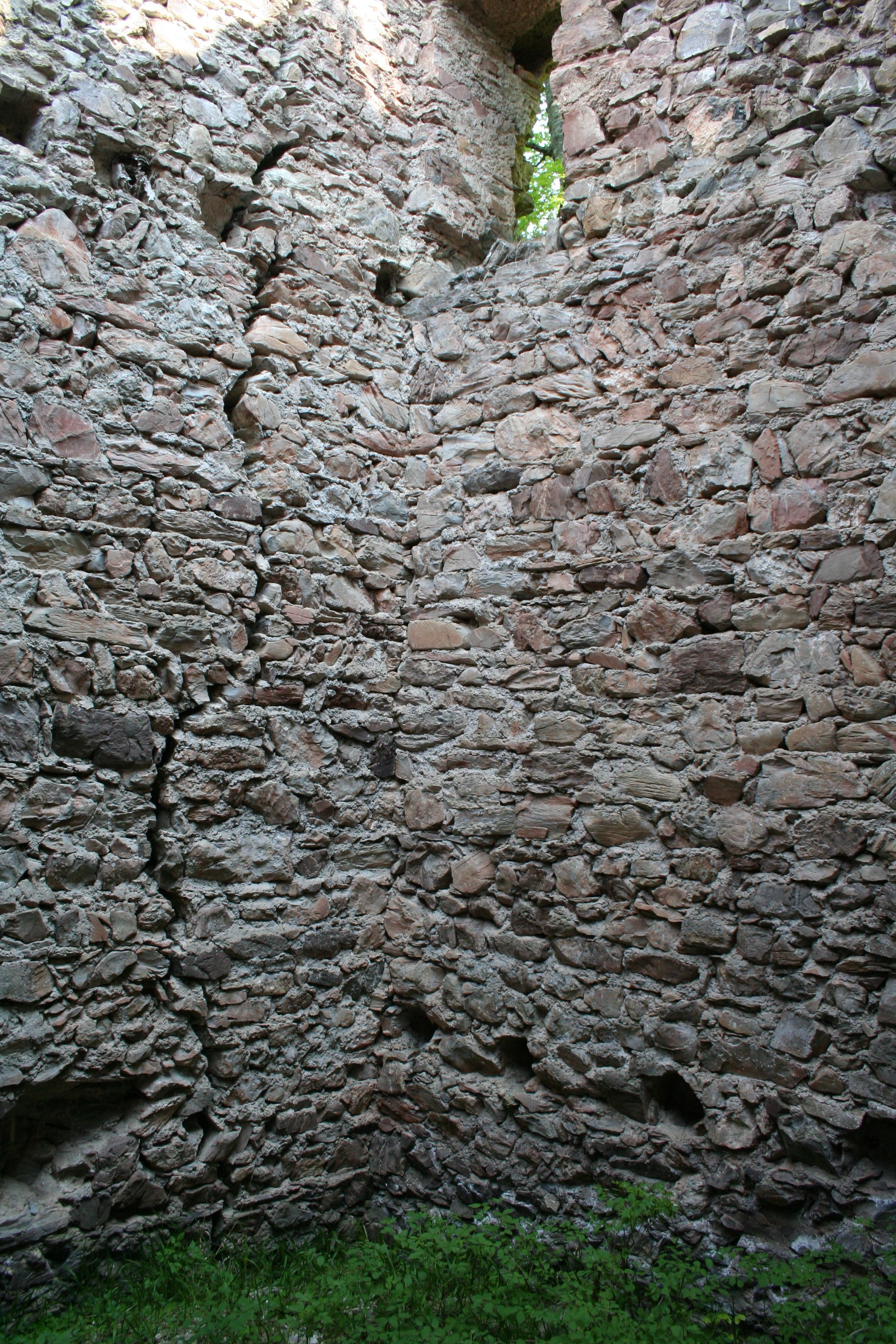
Turmecke
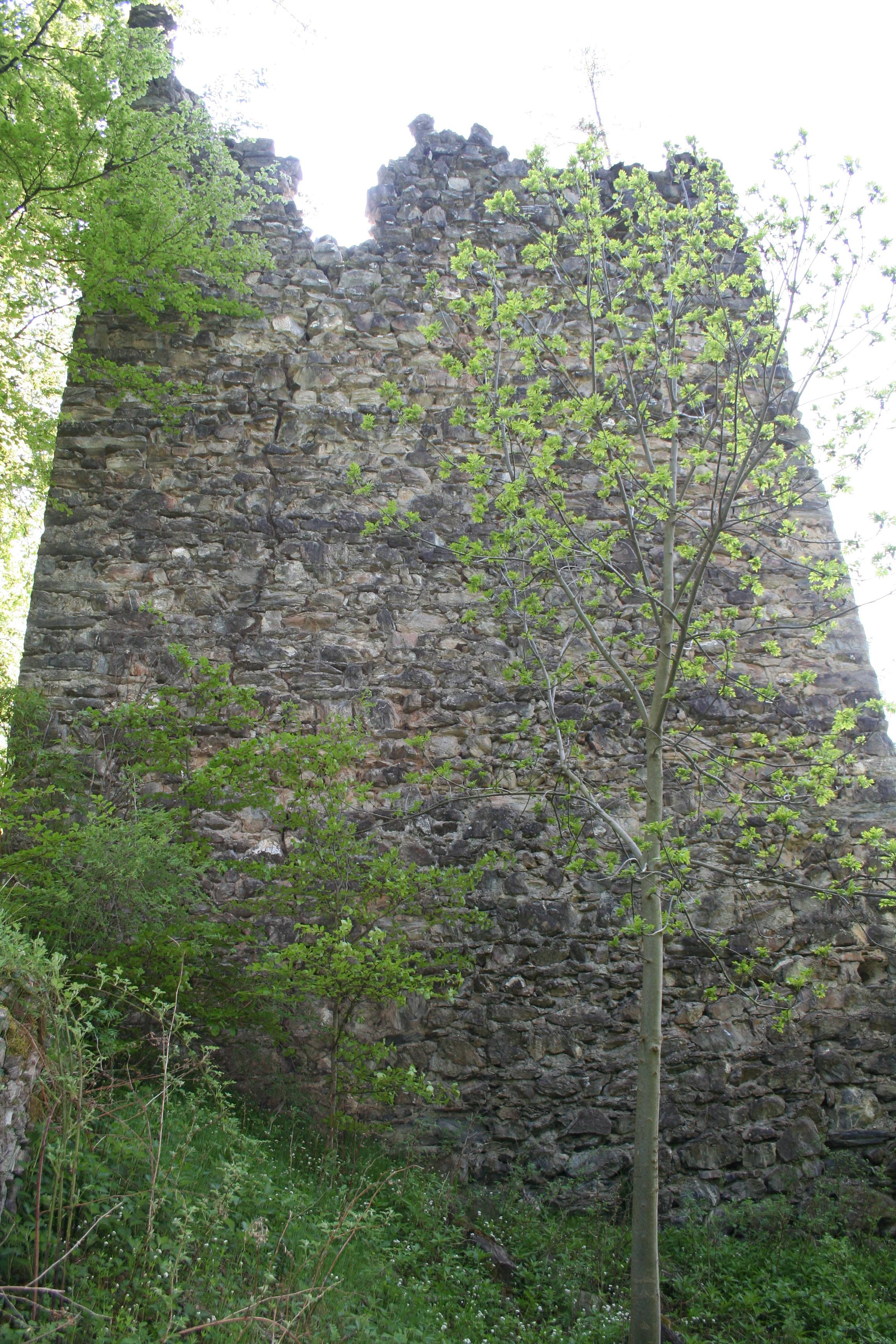
Westmauer
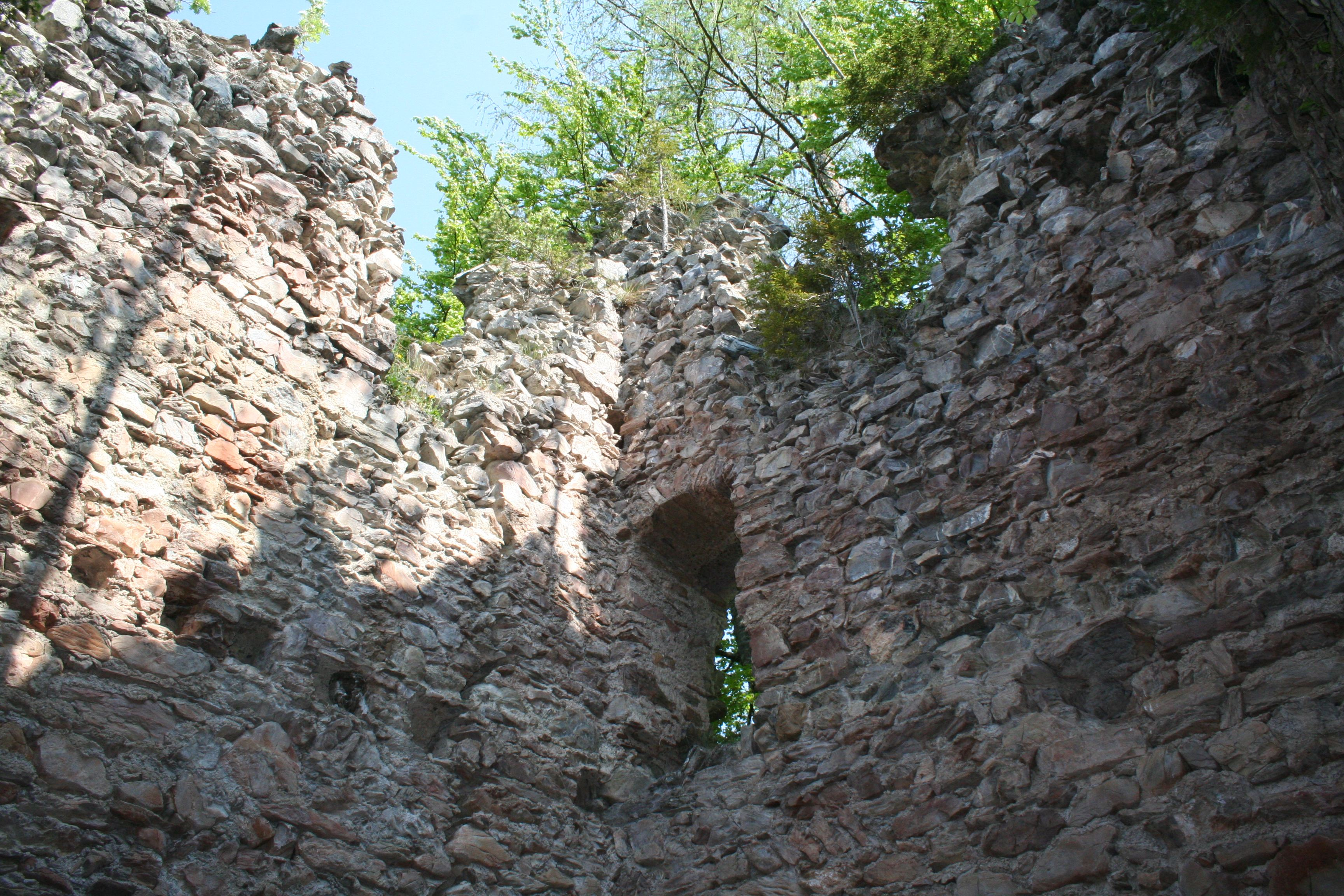
Innere NW-Ecke
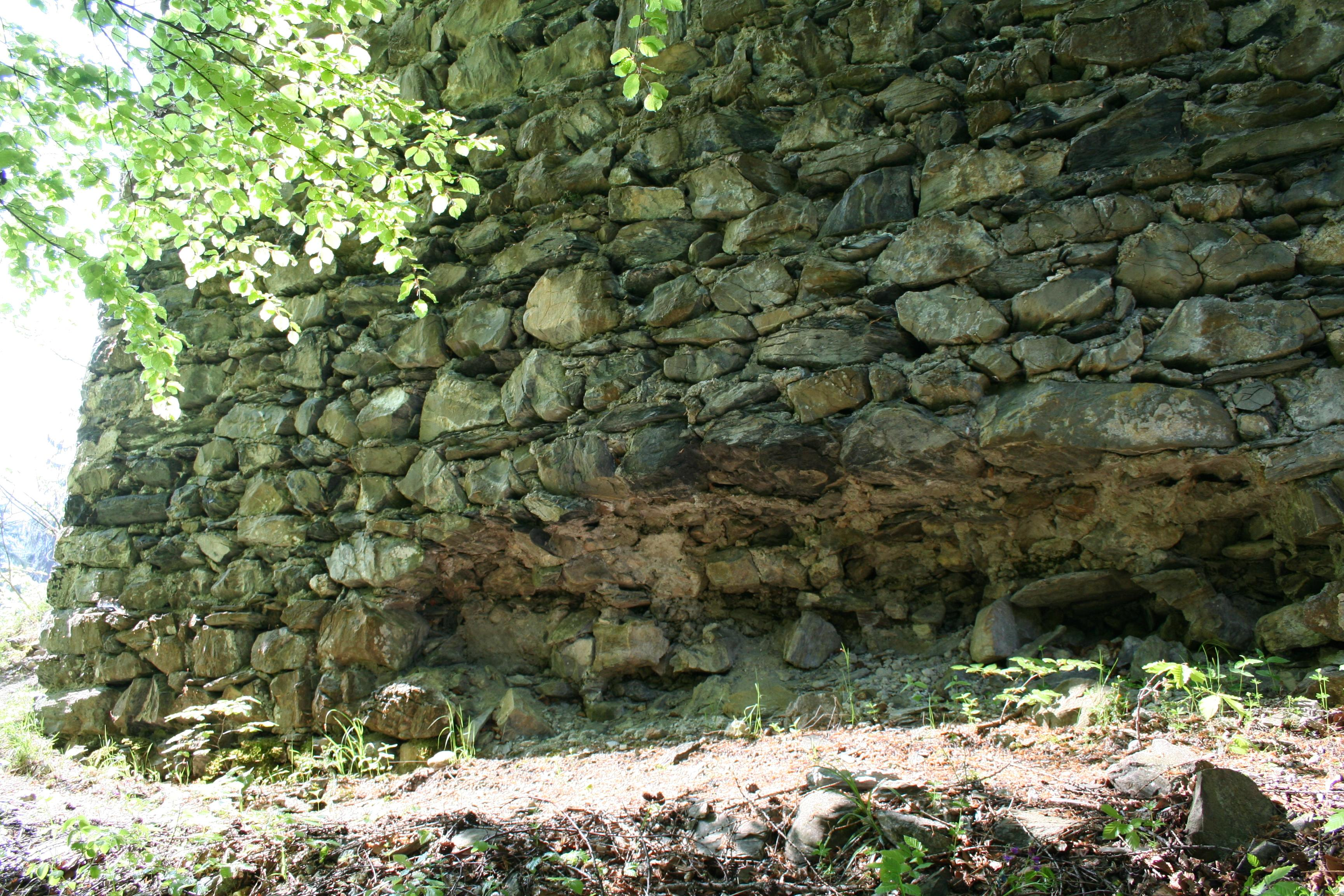
Unterhöhlter Mauerfuss der Nordwand
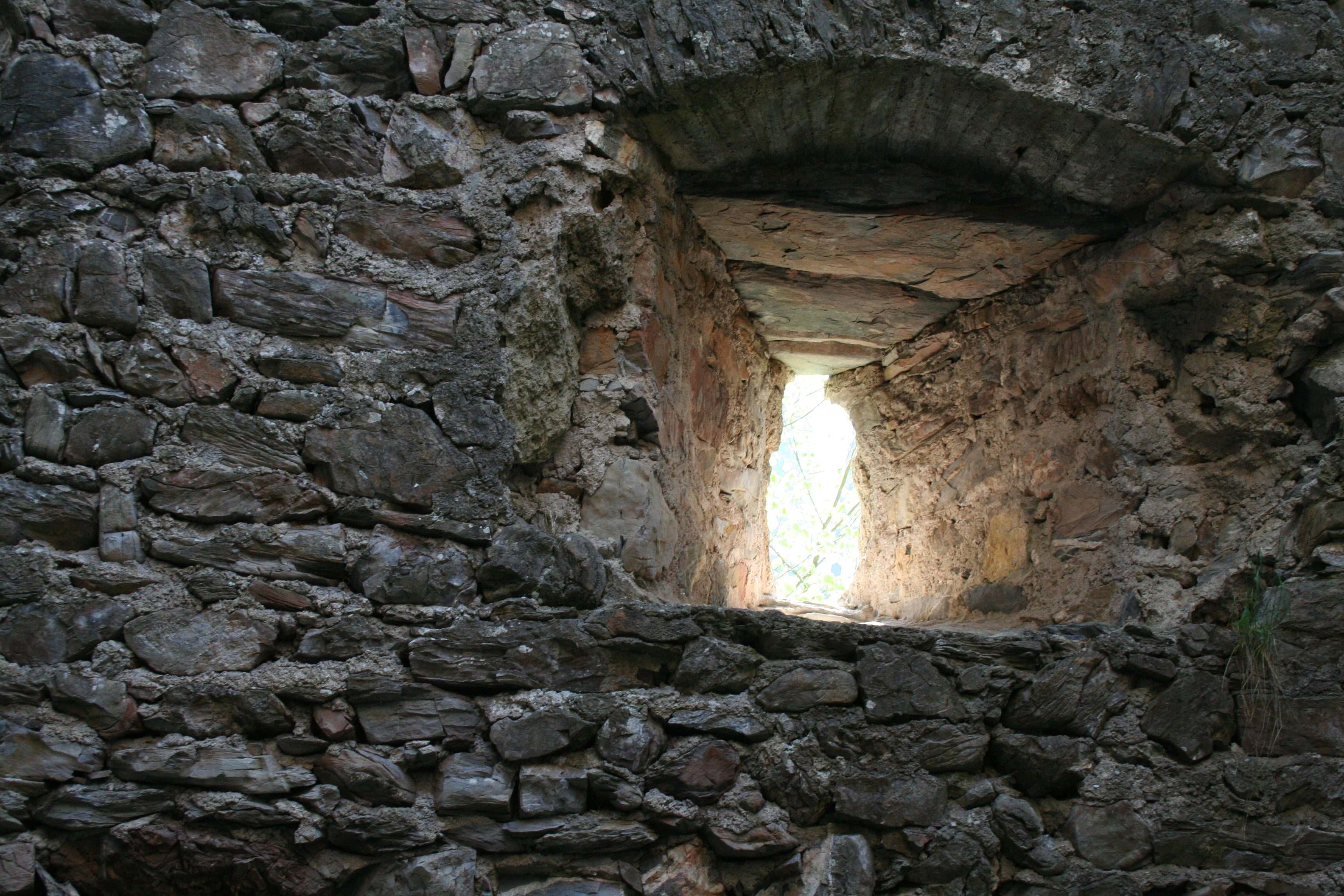
Schartenfenster